# エミータ・アロセメーナ
エミータ・アロセメーナ（Emita Arosemena Zubieta, 1931年頃 - ）は、パナマのモデル。ミス・ユニバース1953に国を代表して出場したことで知られる
。

## 経歴・人物
1931年頃、ロス・サントス県ラス・タブラス郡（Las Tablas District）に生まれる。
1953年、ロス・サントス県を代表して国内大会「ミス・パナマ1953（Señorita Panamá 1953）」に出場。優勝し、Miss Panamá Universoの称号と、首都社交界での絶大な人気を得る。
第2回ミス・ユニバース決勝（ミス・ユニバース1953）ではセミファイナリスト（上位16位以内）に残る。また、他の何人かのミス・ユニバース1953出場者と共に映画『ヤンキー・パシャ』（英:Yankee Pasha, 独:In den Kerkern von Marokko, 西:Esclava de amor）に出演する。この作品のプレミア上映には彼女も登場した。
歴史家のロランド・エスピーノによると、2012年を基準にして数年前、居住地であるウルグアイで死去。